# Labiodentalni aproksimant
Labiodentalni aproksimant suglasnik je koji postoji u rijetkim jezicima, a u međunarodnoj fonetskoj abecedi za njega se rabe simbol [ʋ].
Glas je donekle sličan zvučnom labiodentalnom frikativu.
Glas postoji u standardnom hrvatskom i dijelu hrvatskih narječja; suvremeni pravopisi hrvatskog jezika rabe simbol v, (vidjeti slovo v). U kajkavskom narječju umjesto ovog glasa postoji zvučni labiodentalni frikativ.
Karakteristike su:
- po načinu tvorbe jest aproksimant
- po mjestu tvorbe jest labiodentalni suglasnik
- po zvučnosti jest zvučan.

Glas se nalazi u 1 % svih jezika zabilježenih u bazi podataka UPSID, primjerice u norveškom.

## Vanjske poveznice
- UCLA Phonological Segment Inventory Database (UPSID)(eng.)